# Aiteta curvilinea
Aiteta curvilinea är en fjärilsart som beskrevs av Otto Staudinger 1892. Aiteta curvilinea ingår i släktet Aiteta och familjen trågspinnare. Inga underarter finns listade i Catalogue of Life.